# XVI Brygada Kawalerii
XVI Brygada Kawalerii (XVI BK) – brygada kawalerii Wojska Polskiego II RP.

## Historia Brygady
XVI Brygada Kawalerii została sformowana w czerwcu 1924 roku, w wyniku wprowadzenia nowej, pokojowej organizacji kawalerii. Brygada wchodziła w skład 4 Dywizji Kawalerii, a jej dowództwo stacjonowało we Lwowie. Pierwszym dowódcą brygady został mianowany pułkownik Adam Kiciński, lecz stanowiska nie objął. 13 lipca 1924 roku Minister Spraw Wojskowych pozostawił pułkownika Kicińskiego na stanowisku dowódcy X Brygady Kawalerii, a na stanowisko dowódcy XVI Brygady Kawalerii wyznaczył pułkownika Gwido Potena. W skład brygady włączony został 14 pułk Ułanów Jazłowieckich z dotychczasowej VI Brygady Jazdy oraz 6 pułk strzelców konnych, który w latach 1921–1924 należał do jazdy dywizyjnej i był podporządkowany bezpośrednio dowódcy Okręgu Korpusu Nr VI we Lwowie, a pod względem wyszkolenia inspektorowi jazdy Nr III we Lwowie, generałowi brygady Aleksandrowi Pajewskiemu.
Na podstawie rozkazu L.dz. 587/tjn. org. Biura Ogólno Organizacyjnego Ministerstwa Spraw Wojskowych z 28 marca 1930 roku o III fazie reorganizacji XVI Brygada Kawalerii została rozwiązana. 14 pułk Ułanów Jazłowieckich został włączony w skład 6 Samodzielnej Brygady Kawalerii, a 6 pułk strzelców konnych w skład 2 Samodzielnej Brygady Kawalerii.

## Obsada personalna dowództwa
Dowódcy brygady:
- płk Gwido Poten (1 VI 1924 – 28 I 1928 → członek OTO[4])
- płk Cyprian Bystram (28 I 1928 – 12 III 1929 → członek OTO[5])

## Skład
- dowództwo XVI Brygady Kawalerii we Lwowie
- 14 pułk Ułanów Jazłowieckich we Lwowie
- 6 pułk strzelców konnych im. Hetmana Stanisława Żółkiewskiego w Żółkwi